# Штрайтвизер, Антон
Антон Штрайтвизер (нем. Anton Streitwieser; 3 июля 1916, Зальдорф-Зурхайм, Германская империя — 17 июля 1972, Бохум, ФРГ) — оберштурмфюрер СС, третий шуцхафтлагерфюрер концлагеря Маутхаузен. После окончания войны скрывался, но был разоблачён и предстал перед судом в Кёльне, приговорившем его в 1967 году к пожизненному заключению.

## Биография
Антон Штрайтвизер родился 3 июля 1916 года в деревне Зурхайм в Верхней Баварии. Через три года семья переехала в Лауфен. Его отец был железнодорожником. С 1922 по 1930 год посещал народную школу в Лауфене. Штрайтвизер изучал автомеханику и во время обучения посещал профессиональную ремесленную школу. 1 октября 1933 года завершил обучение без сдачи экзамена, поскольку потерял интерес к профессии и решил присоединиться к Гитлерюгенду.
Весной 1934 недолгое время состоял в отряде гитлерюгенда в Мюнхене. 8 апреля 1934 года был зачислен в Войска СС (№ 276125), предварительно записавшись в пехоту. 12 августа 1934 года поступил на службу в охранный батальон СС «Верхняя Бавария» в составе абшнита СС «Юг». Это подразделение охраняло концлагерь Дахау. 3 мая 1935 года (по другим данным, 3 июня) застрелил заключённого по фамилии Шлаттль. Во время своих первых допросов в 50-х годах Штрайтвизер сначала отрицал факт убийства, хотя он был официально подтверждён записями о «неестественных смертях», которые велись в каждом концлагере. Обвинительная сторона на кёльнском процессе воздержалось от того, чтобы сделать это деяние предметом обвинения.
19 сентября 1935 года поступил на службу в охрану концлагеря Заксенбург. 1 апреля 1936 года был переведён в охрану концлагеря Эстервеген, где оставался до расформирования лагеря летом 1936 года. С 1 июля 1936 года служил в учебном лагере Фогельзанг, расположенном в Айфеле. Штрайтвизер нёс там караульную службу. 1 декабря 1936 года был переведён в комендатуру концлагеря Заксенхаузен. В Заксенхаузене Штрайтвизер был водителем Теодора Эйке и во время службы в лагере заключил первый брак. В 1937 году у него родился сын, а в 1941 году дочь. 30 января 1937 года ему было присвоено звание унтершарфюрера СС.
27 ноября 1938 года был переведён в комендатуру концлагеря Маутхаузен. В конце 1938 или начале 1939 года получил звание обершарфюрера СС. В середине 1940 года стал гауптшарфюрером СС. 19 декабря 1938 года застрелил заключённого Антона Эдера якобы при «попытке к бегству». Поскольку прокуратура также не смогла выяснить подробные обстоятельства по этому делу, оно не было включено в обвинительное заключение. В апреле 1939 года Штрайтвизер стал начальником службы труда. Он отвечал за формирование трудовых отрядов, «перекличку» (проверку состава) перед отправкой и после прибытия, а также пополнение отрядов после гибели людей. С начала 1939/40 года и примерно до конца марта 1940 года был одним из нескольких руководителей рабочих команд, принимавших активное участие в строительстве филиала Гузен. Кроме того, до января 1941 года был рапортфюрером в филиале Гузена, которым руководил Карл Хмилевски. Весной 1941 года после прохождения небольшой подготовки был отправлен на фронт.
Штрайтвизер присоединился к 10-му полку СС «Вестланд» в составе 5-й танковой дивизии СС «Викинг» и 22 июня 1941 года принял участие в войне против СССР. 2 июля Штрайтвизер вместе с полком достиг Тернополя. Во второй половине июля полк продвинулся дальше в Житомир. 31 июля 1941 года был ранен. Штрайтвизер был награждён Железным крестом 2-го и 1-го класса и чёрным нагрудным знаком «За ранение».
После выздоровления в середине октября 1942 года вернулся в концлагерь Маутхаузен. Комендант Франц Цирайс назначил его третьим шуцхафтлагерфюрером. В феврале 1943 года проходил подготовительный курс в юнкерской школе СС в Брауншвейге. После окончания курса 15 декабря 1943 года стал унтерштурмфюрером СС. В конце января 1944 года вернулся в концлагерь Маутхаузен, где вновь стал третьим шуцхафтлагерфюрером. Впоследствии до середины мая 1944 года был начальником строящегося филиала Мельк. После бомбардировки авиацией западных союзников авиабазы в Швехате и гибели начальника филиала лагеря Эриха Энгельхардта, Штрайтвизер занял его место. В июне 1944 года после последующей бомбардировки возглавил филиал концлагеря во Флоридсдорфе. В октябре 1944 года был переведён в филиал Хинтербрюль. Таким образом, с октября 1944 года был начальником трёх филиалов концлагеря Маутхаузен. В нескольких свидетельских показаниях Штрайтвизер обвинялся в том, что натравливал свою собаку на заключённых. Один случай показался суду достаточно убедительным, чтобы признать Штайтвизера виновным в нанесении телесных повреждений, повлекших смерть: 5 декабря 1944 года, когда Штрайтвизер был начальником филиала во Флоридсдорфе, он столкнулся с австрийским заключённым Вессели, который был назначен старостой блока, за то, что тот получил настоящую кожаную обувь вместо установленной для заключённых обуви (деревянные подошвы и кожаные верха). Это привлекло внимание Штрайтвизера, и он пришёл в лагерь со своей овчаркой по кличке «Хассо», где нашёл Вессели, который как раз уходил на работу. Из показаний было неясно, сразу ли Штрайтвизер натравил собаку на заключённого или сначала ударил его по лицу, что послужило сигналом для собаки напасть на заключённого. Собака укусила Вессели несколько раз в бедро и гениталии. Штрайтвизер дал собаке некоторое время, прежде чем позвал её обратно. Затем он приказал доставить заключённого в больницу, где Вессели умер от заражения крови через несколько дней.
В марте 1945 года отвечал за эвакуацию заключённых. Штрайтвизер получил от коменданта Франца Цирайса приказ и поручил Гансу Бюнеру убить 50 заключённых. В ночь с 31 марта на 1 апреля санитар Карл Заско и капо Георг Гёссль сделали всем негодным для эвакуации заключённым инъекциями бензина. С 8 апреля 1945 года был заместителем шуцхафтлагерфюрера Георга Бахмайера. 20 апреля 1945 года дослужился до оберштурмфюрера СС.

### После войны
После окончания войны скрылся и до середины августа 1945 года прятался у своих родителей в Лауфене. Поскольку в замке Лауфен располагался военный демобилизационный лагерь, он надеялся получить там документы о демобилизации, но был арестован и доставлен в лагерь Ауэрбах. В феврале 1946 года совершил побег, переодевшись в униформу лейтенанта армии США. В 1951 года его первая жена подала иск в окружной суд Бохума о признании Штрайтвизера умершим. 23 июня 1953 года он был признан умершим. Штрайтвизер работал водителем и взял девичью фамилию своей второй жены Круг.
После того как в полицейский участок в Кёльне, в уголовную полицию Мюнхена и в его родную общину поступили анонимные сообщения о том, что настоящее имя Клауса Круга — Антон Штрайтвизер, и что он разыскивается полицией, 16 мая 1955 года Штрайтвизер сдался полиции. Он подал в прокуратуру Кельна заявление о явке с повинной за использование вымышленного имени и попросил воздержаться от наказания. Поскольку судебные власти Кельна ничего не знали о службе Штрайтвизера в концлагере, ничто не мешало применить положения об амнистии и закона об освобождении от наказания 1954 года, и Штрайтвизеру был дан условный срок.
В 1956 году Штрайтвизер, как и сам Карл Шульц, обратился к властям. В ходе расследования в отношении бывшего коменданта концентрационного лагеря Гузен Карла Хмилевски он был заключён под стражу по подозрению в участии в сотнях убийств и жестоком обращении с заключёнными. Поскольку оба проживали в Кёльне, прокуратура Мюнхена, начавшая расследование, и Кёльна в течение нескольких месяцев спорили о юрисдикции. Через год федеральная прокуратура решила, что суд должен состояться в Кёльне.
Поскольку расследование затянулось, в январе 1962 года земельный суд Кёльна постановил освободить двух обвиняемых, что побудило Ганса Маршалека написать критический комментарий в ежемесячном журнале Neues Mahnruf. Что особенно возмутило Маршалека, так это рассуждения о том, что освобождение двух обвиняемых было сделано в «духе прав человека», чтобы дать им «достаточную возможность защитить себя».

#### Судебный процесс
21 ноября 1966 года началось основное слушание в земельном суде Кёльна против Штрайтвизера и Карла Шульца. У обвиняемых было двое защитников. Состав суда присяжных состоял из профессионального и шести непрофессиональных судей, которых возглавлял председатель земельного суда Кёльна доктор Кирдорф. Присяжными были два рабочих, один служащий и ремесленник. Наблюдатели за процессом прибыли из Германии и из-за рубежа, но сообщали в основном немецкие журналисты. Суд назначил 124 судебных дня и планировал объявить приговор на второй неделе октября следующего года, однако ему потребовалось всего 110 судебных дней. Прокуратура вызвала 229 свидетелей, 76 из них из других стран.
Не только бывшие заключенные, но и бывшие эсэсовцы вспоминали Штрайтвизера («прекрасного Тони») как небольшого «повелителя жизни и смерти» в лагере. Штрайтвизер также пытался продемонстрировать это высокомерное отношение во время судебного процесса. Он уже ввел в заблуждение прокурора, якобы имея в виду перспективу возможного прекращения дела в случае сотрудничества. Штрайтвизер постоянно утверждал, что его не было в лагере во время преступления, в котором его обвиняли, или, как уже говорилось выше, что он уже был освобожден от своей должности. Вообще, его неоднократно путали со вторым шуцхафтлагерфюрером лагеря Иоганном Альтфульдишем, который был казнен по приговору американского военного трибунала в 1947 году; именно он, а не Штрайтвизер, был причастен ко всем казням. Он признался, что наносил побои и удары по лицу, но это делалось исключительно для того, чтобы предотвратить нечто худшее, а именно убийство данного заключенного одним из его начальников. Только когда в феврале 1967 года появились свидетели преступлений в Хинтербрюле, эта тактика перестала быть полезной, но и здесь он пытался изобразить из себя благодетеля, поскольку он не позволял отправлять непригодных к работе заключенных обратно в Маутхаузен, так как знал, что их там убьют. Он также пытался уговорить шуцхафтлагерфюрера Бахмайера заменить его рапортфюрера в Хинтербрюле Бюнера («жестокого садиста»), но Бахмайер отказался, потому что иначе лагерь Хинтербрюль стал бы «санаторием для заключенных». Штрайтвизер даже пытался заставить суд поверить, что он боялся подчиненного ему раппортфюрера, потому что считал Бюнера одним из шпионов Бахмайера. Суд счел, что эти признания опровергаются многочисленными показаниями свидетелей, которые указывали на прекрасные отношения между Штрайтвизером и Бюнером, которые жили в одном квартале.
Штрайтвизером рассказал кельнскому суду о его предполагаемой инициативе по спасению заключенных в последние дни перед освобождением концлагеря, когда сотрудник швейцарского банка Луи Хефлигер уже находился в лагере в качестве делегата Красного Креста. Он утверждал, что план Цирайса свести всех заключенных в заводские туннели лагеря Гузен и затем ликвидировать их путем взрыва был сорван им самим, так как он привлек к этому внимание Хефлигера, который затем поговорил с Цирайсом и отговорил его от этого плана. Тем не менее, Хефлигер подтвердил версию Штрайтвизера на первом допросе у судебного следователя о том, что он получил от него информацию. В ходе нового допроса 1 сентября 1969 года в земельном суде Вены Хефлигеру пришлось признать, что перед допросом 2 февраля 1959 года он посетил жену Штрайтвизера в Кельне, чтобы поговорить с ней о судебном процессе против Штрайтвизера, и что он также принял от нее наличные деньги.
30 октября 1967 года за убийство в трёх случаях и нанесение тяжких телесных повреждений, повлёкших смерть, был приговорён к пожизненному заключению в тюрьме строгого режима и дополнительно к 7 годам заключения. 27 октября 1969 года Федеральный верховный суд ФРГ подтвердил приговор, и он вступил в законную силу. 17 июля 1972 года умер в тюремной больнице в Бохуме.

## Комментарии
1. ↑  Должностное лицо, одно из наиболее важных в лагерной администрации. В его ведении находились все вопросы, касавшиеся заключенных; одновременно возглавляя 3-й отдел комендатуры, шуцхафтлагерфюрер являлся ближайшим помощником коменданта и его первым заместителем.